# Bernedo
Bernedo é um município da Espanha na província de Álava, comunidade autónoma do País Basco, de área 130,44 km² com população de 581 habitantes (2007) e densidade populacional de 4,45 hab./km².

## Demografia
| Variação demográfica do município entre 1991 e 2004 | Variação demográfica do município entre 1991 e 2004 | Variação demográfica do município entre 1991 e 2004 | Variação demográfica do município entre 1991 e 2004 |
| --------------------------------------------------- | --------------------------------------------------- | --------------------------------------------------- | --------------------------------------------------- |
| 1991                                                | 1996                                                | 2001                                                | 2004                                                |
| 556                                                 | 540                                                 | 533                                                 | 538                                                 |